# Trichotheristus floridanus
Trichotheristus floridanus är en rundmaskart som först beskrevs av Christian Wieser och Stephen Donald Hopper 1967.  Trichotheristus floridanus ingår i släktet Trichotheristus och familjen Monhysteridae. Inga underarter finns listade i Catalogue of Life.